# آي بي إم جاي إكس

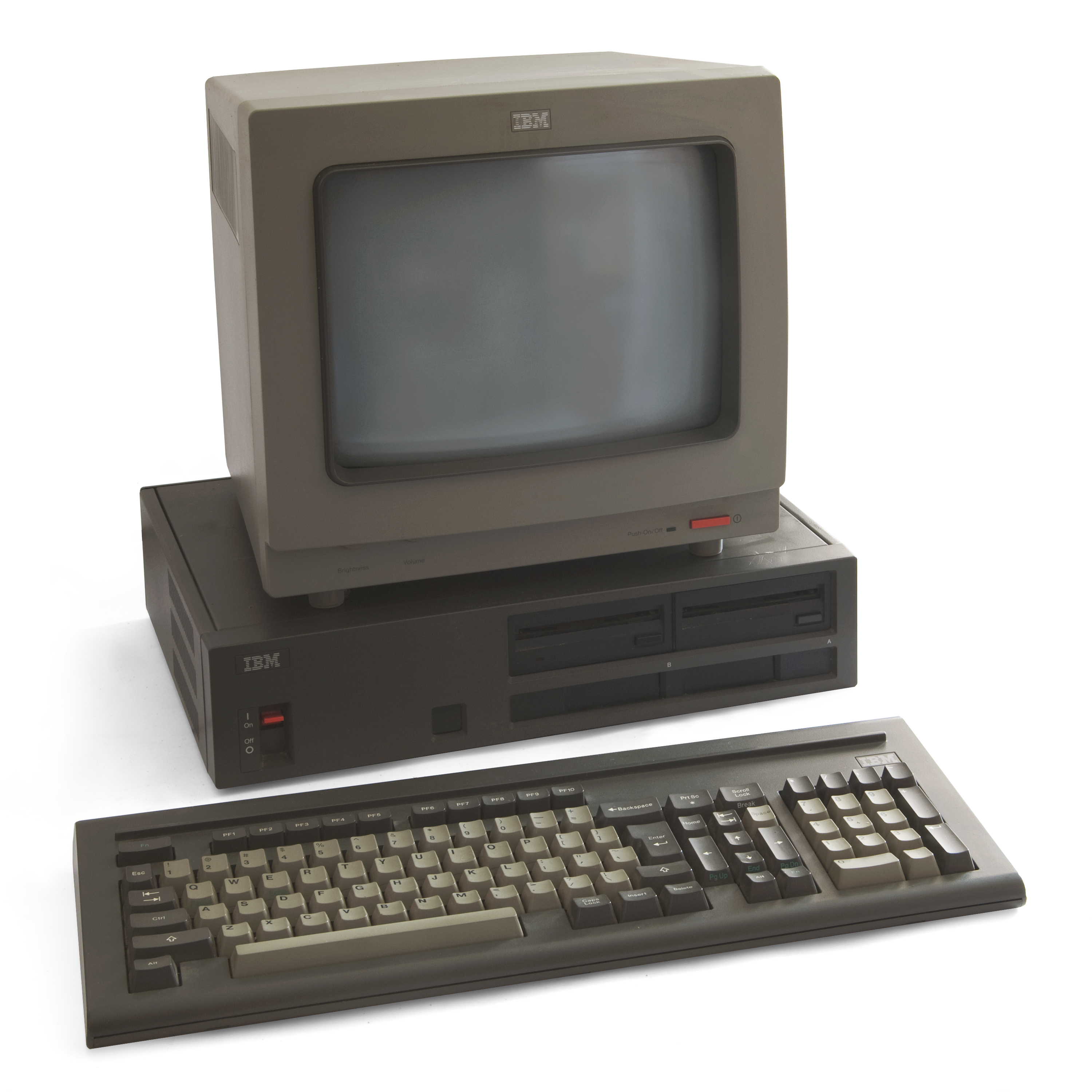
جهاز آي بي إم جاي إكس

آي بي إم جاي إكس (بالإنجليزية: IBM JX)‏ ، وتسمى أيضاً جي إكس بي سي (JXPC) وهو جهاز حاسب شخصي، صدرت في اليابان وأستراليا ونيوزلندا سنة 1984م، وتحل محل جهاز بي سي جونيور، وتدعم نظام آي بي إم 5511.

## وصلات خارجية
- IBM JX, The As-Yet Unnamed Computer Museum!!
- IBM PC JX, OLD-COMPUTERS.COM Museum
- 1984 (month unknown), Chronology of IBM Personal Computers (1983-1986), archive from the original on March 15, 2012.
- Photo:Vintage IBM 5511
- Japanese IBM JX commercial على يوتيوب
- Australian IBM JX commercial على يوتيوب
- Photo:IBM JX joystick